# Хижі птахи

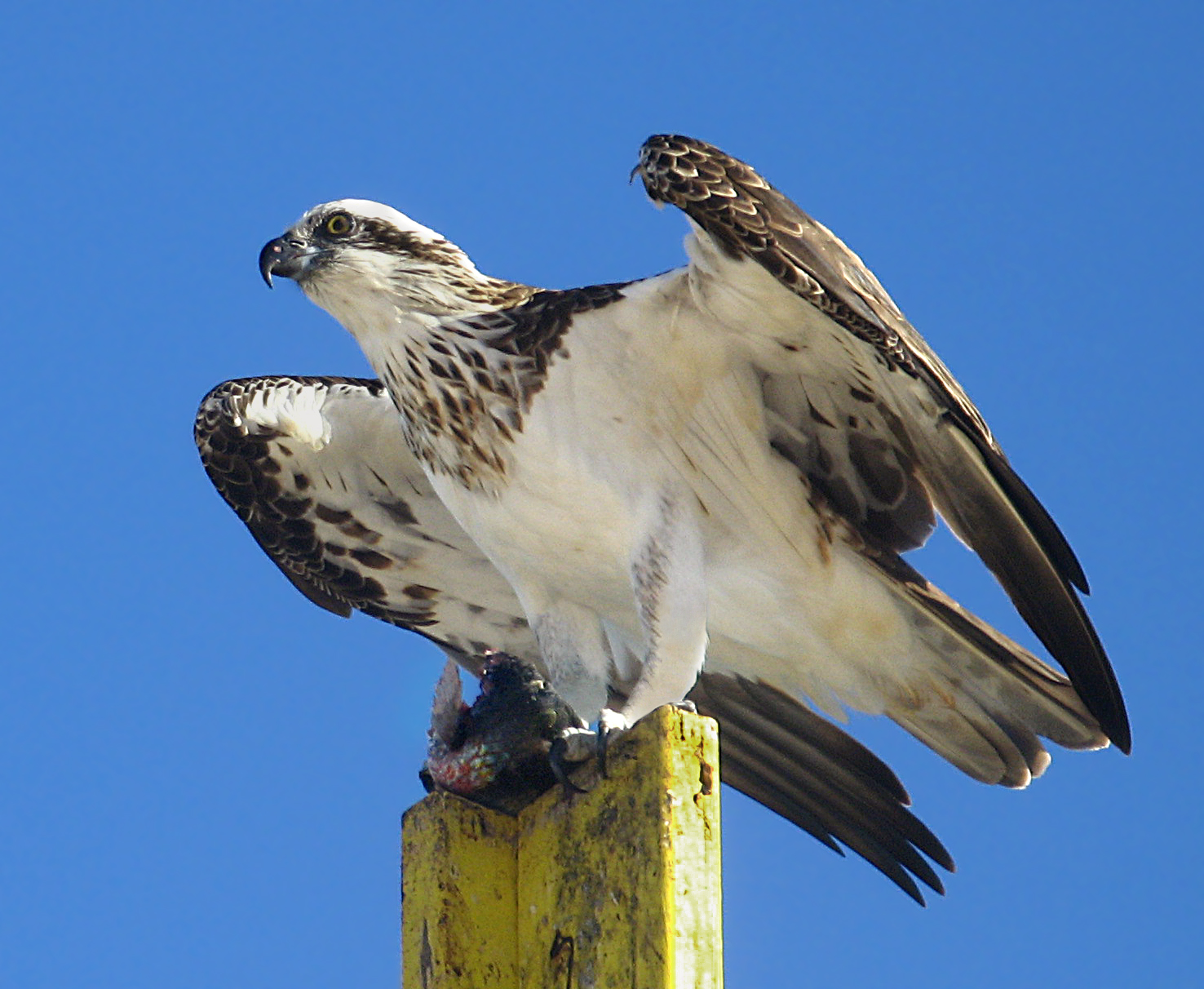
Скопа (Pandion haliaetus)

Хижі птахи — птахи, що переважно полюють на здобич у польоті, а також вбивають і поїдають інших хребетних (здебільшого ссавців, рептилій та менших птахів), використовуючи власні ефективні органи чуття, особливо зір. Загалом вони мають великі кігті та дзьоби, пристосовані для захоплення або вбивства жертви. Хижі птахи не складають єдиної таксономічної групи, а являють собою кілька таксонів, об'єднаних спільними рисами, що утворилися внаслідок конвергентної еволюції.
- Більшість денних хижих птахів належать до ряду соколоподібних (Falconiformes):
  - Яструбові (Accipitridae): Яструби, орли, орлани, канюки, луні, шуліки і грифи Старого Світу
  - Скопині (Pandionidae): Скопа (інколи класифікується як підродина Pandioninae попередньої родини)
  - Птахи-секретарі (Sagittariidae): Птах-секретар
  - Соколові (Falconidae): соколи і каракари
- Грифів Нового Світу (Cathartidae) також зазвичай розглядають як хижих птахів, хоча, ймовірно, вони не є родичами соколоподібних.
- Нічні хижі птахи представлені представниками ряду совоподібних (Strigiformes), що має дві сучасних родини:
  - Справжні сови або Совині (Strigidae)
  - Сипухові (Tytonidae)

Хижі птахи України охоплюють 33 види ряду Соколоподібні та 13 видів ряду Совоподібні.
До хижих птахів також відносять представників родини Сорокопудових (Laniidae) ряду Горобцеподібних.